# Миомир Мики Стаменковић
Миомир Мики Стаменковић (Крушевац, 31. октобар 1928 — Београд, 20. децембар 2011) је био српски филмски и позоришни редитељ.
На југословенском филму, као помоћник и асистент познатим редитељима, појавио се 1955. године с филмом „Ешалон доктора М.“, Живорада Жике Митровића, с којим је потом дуго сарађивао.
Од 1964. до 2010. године снимио је низ играних и документарних филмова, те телевизијских филмова, и режирао педесетак позоришних представа. Снимио је и знатан број историјских документарних филмова, као и филмове о глумцима: Бори Тодоровићу, Ружици Сокић, Николи Симићу и Богдану Диклићу.

## Награде и признања
Добитник је следећих награда и признања:
- Орден рада са златним венцем
- Статуета слободе за целокупно филмско стваралаштво на Филмском фестивалу у Сопоту 1988. године.
- Плакета Југословенске кинотеке за укупан допринос унапређењу филмске уметности.
- Награда за животно дело за целокупно стваралаштво 2002. године.
- Награда за животно дело на 52. Београдском међународном фестивалу документарног и краткометражног филма 2005. године.
- Повеља за целокупни допринос Филмском фестивалу у Сопоту 2005.
- Златни беочуг за трајни допринос култури града од Културно просветне заједнице Београда 2006.
- Гран при за документарни филм Борац и Бања Лука – једна прича на Међународном фестивалу еколошког, туристичког, спортског и кулинарског филма у Брусу 2007.
- Златна плакета Градске општине Сопот за допринос у развоју и афирмацији филмског фестивала у Сопоту 2008. године.

## Најпознатији филмови
- Под истим небом, 1964,
- Вук са Проклетија, 1968,
- Клопка за генерала, 1971,
- Како умрети, 1972,
- СБ затвара круг, 1974,
- Девојачки мост, 1976,
- Размена (мини - серија), 1978,
- Нека друга жена, 1981,
- Опасни траг, 1984,
- Двоструки удар, ТВ драма 1985
- Марш победе, 1986,
- Лагер Ниш, 1987,
- Волио бих да сам голуб, 1990
- Милутин (филмска монодрама), 1993
- Деца пакла (ТВ монодрама).